# Tân Thành (Đồng Tháp)
Tân Thành is een stadje aan de rivier Hau in het district Lai Vung van de provincie Dong Thap in de Vietnamese Mekongdelta. Tân Thành was vroeger de hoofdstad van het district Đức Thanh (provincie Sa Đéc). Tân Thành heeft een oppervlakte van 17,9 km², een bevolking van 2009 is 15,748 dichtheid is 884,1 personen/km². In 2013 waren er 23.109 mensen, de bevolkingsdichtheid bereikte 1.291 mensen/km².

## Administratieve eenheden
Tân An, Tân Bình, Tân Định, Tân Lợi, Tân Lộc, Tân Khánh, Tân Hưng.

## Afbeelding van Tan Thanh

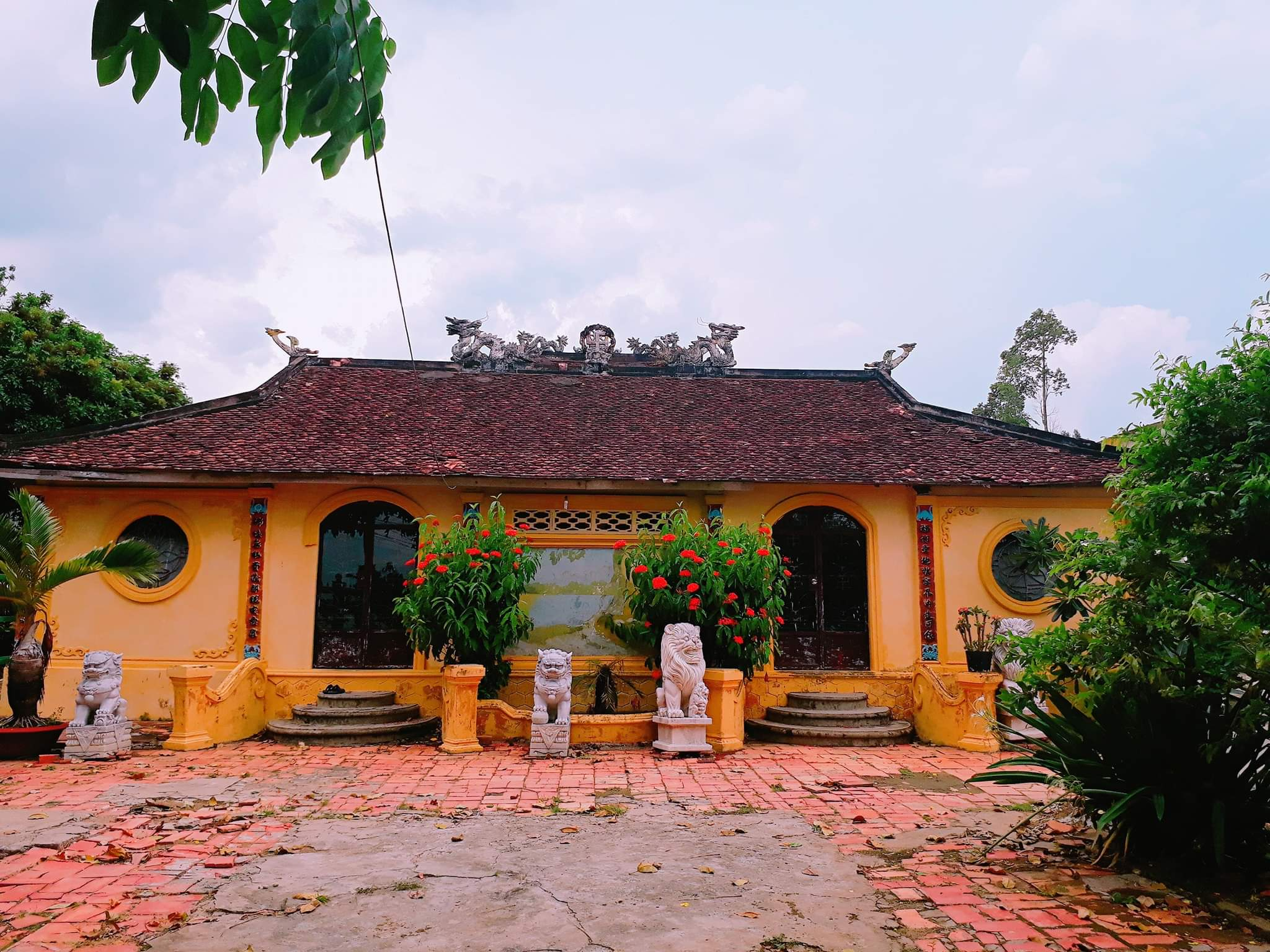
Hoi Phuoc-tempel
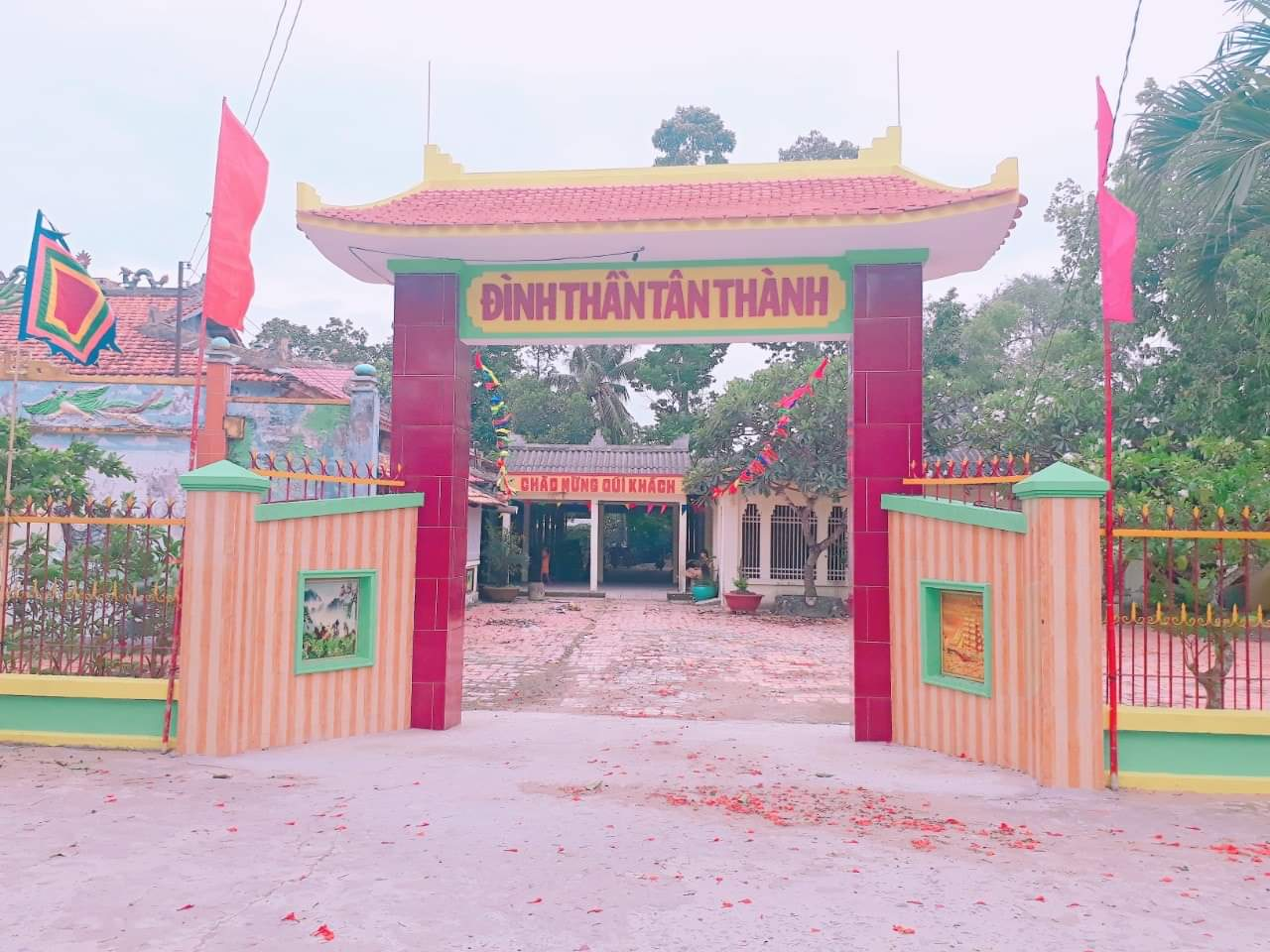
Tempel van Tan Thanh
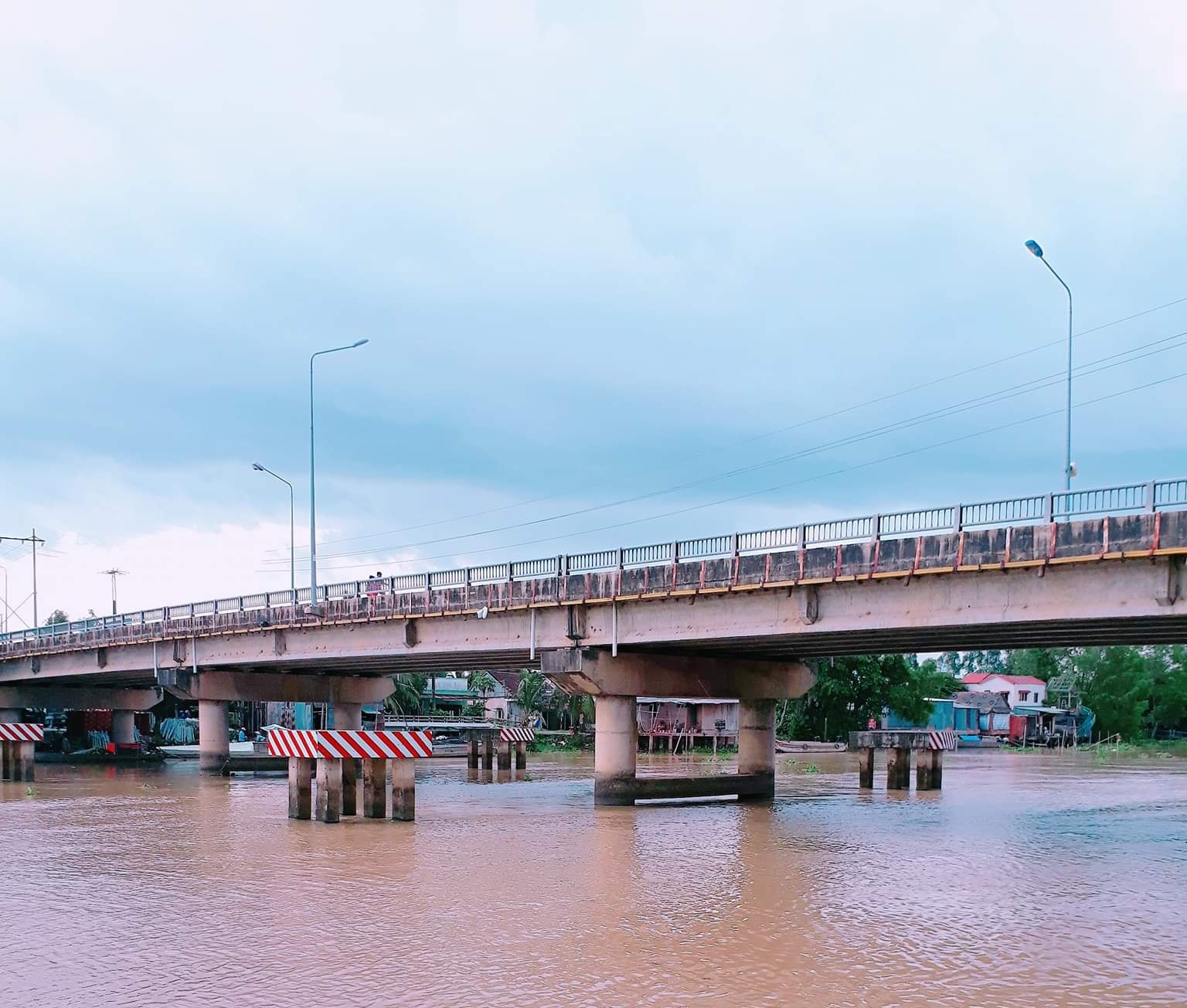
Brug
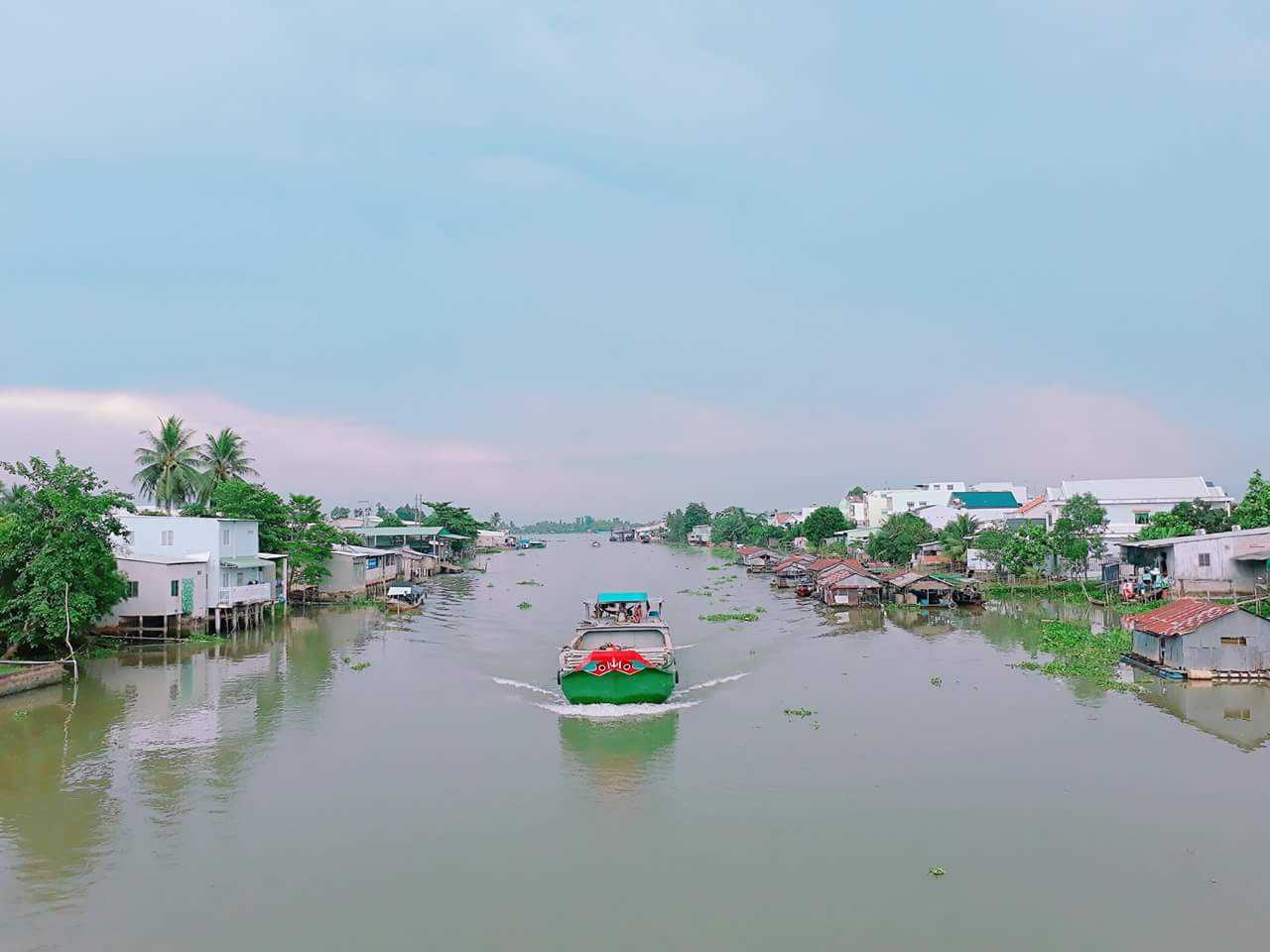
Rivier Lai Vung